# Sommer-Universiade 2011/Badminton (Mannschaft)
Die Badmintonmannschaftswettbewerbe der Sommer-Universiade 2011 fanden im Shenzhen Polytechnic Gym und dem Longgang Sports Center in Shenzhen vom 16. bis 18. August 2011 statt.

## Medaillengewinner
| Disziplin  | Gold | Silber | Bronze |
| ---------- | --- | --- | --- |
| Mannschaft | Indonesien Hera Desi Ana Rachmawati Afiat Yuris Wirawan Bellaetrix Manuputty Senatria Agus Setia Putra Rian Agung Saputro Jenna Gozali Angga Pratama Yohanes Rendy Sugiarto Shendy Puspa Irawati Komala Dewi Ricky Widianto | Volksrepublik China Tao Xun Wen Kai Lin Qing Chen Yulu Hu Wenqing Liu Fang Hua Shi Xiaoqian Li Tian Ye Aoting Chen Ni | Thailand Bodin Isara Maneepong Jongjit Parinyawat Thongnuam Nitchaon Jindapol Chanida Julrattanamanee Savitree Amitrapai Nessara Somsri                                                      |
| Mannschaft | Indonesien Hera Desi Ana Rachmawati Afiat Yuris Wirawan Bellaetrix Manuputty Senatria Agus Setia Putra Rian Agung Saputro Jenna Gozali Angga Pratama Yohanes Rendy Sugiarto Shendy Puspa Irawati Komala Dewi Ricky Widianto | Volksrepublik China Tao Xun Wen Kai Lin Qing Chen Yulu Hu Wenqing Liu Fang Hua Shi Xiaoqian Li Tian Ye Aoting Chen Ni | Chinesisch Taipeh Chang Hsin-yun Lai Chia-wen Wang Pei-rong Cheng Shao-chieh Pai Hsiao-ma Lee Sheng-mu Liao Min-chun Hsieh Pei-chen Hsueh Hsuan-yi Fang Chieh-min Chou Tien-chen Wu Chun-wei |

## Vorrunde

### Gruppe A
| Nation              | Pld | W | L | GF | GA |
| ------------------- | --- | - | - | -- | -- |
| Volksrepublik China | 3   | 3 | 0 | 13 | 2  |
| Japan               | 3   | 2 | 1 | 12 | 3  |
| Russland            | 3   | 1 | 2 | 10 | 5  |
| Syrien              | 3   | 0 | 3 | 0  | 15 |

### Gruppe B
| Nation                 | Pld | W | L | GF | GA |
| ---------------------- | --- | - | - | -- | -- |
| Thailand               | 3   | 3 | 0 | 13 | 2  |
| Vereinigtes Königreich | 3   | 2 | 1 | 10 | 5  |
| Spanien                | 3   | 1 | 2 | 7  | 8  |
| Macau                  | 3   | 0 | 3 | 0  | 15 |

### Gruppe C
| Nation      | Pld | W | L | GF | GA |
| ----------- | --- | - | - | -- | -- |
| Indonesien  | 4   | 4 | 0 | 18 | 2  |
| Malaysia    | 4   | 3 | 1 | 16 | 4  |
| Deutschland | 4   | 2 | 2 | 10 | 10 |
| Hongkong    | 4   | 1 | 2 | 5  | 15 |
| Sri Lanka   | 4   | 0 | 4 | 1  | 19 |

### Gruppe D
| Nation            | Pld | W | L | GF | GA |
| ----------------- | --- | - | - | -- | -- |
| Chinesisch Taipeh | 3   | 3 | 0 | 14 | 1  |
| Südkorea          | 3   | 2 | 1 | 11 | 4  |
| Frankreich        | 3   | 1 | 2 | 4  | 11 |
| Indien            | 3   | 0 | 3 | 1  | 14 |

## Endrunde
|  | Achtelfinale | Achtelfinale        | Achtelfinale      | Achtelfinale | Achtelfinale | Achtelfinale | Achtelfinale        |            |                        | Viertelfinale | Viertelfinale | Viertelfinale | Viertelfinale | Viertelfinale | Viertelfinale | Viertelfinale |  |  | Halbfinale | Halbfinale | Halbfinale | Halbfinale | Halbfinale | Halbfinale | Halbfinale |
|  |              |                     |                   |              |              |              |                     |            |                        |               |               |               |               |               |               |               |  |  |            |            |            |            |            |            |            |
|  | A1           | Volksrepublik China | 2                 | 2            | 2            |              |                     |            |                        |               |               |               |               |               |               |               |  |  |            |            |            |            |            |            |            |
|  | C2           | Malaysia            | 1                 | 1            | 0            |              |                     |            |                        |               |               |               |               |               |               |               |  |  |            |            |            |            |            |            |            |
|  | C2           | Malaysia            | 1                 | 1            | 0            | A1           | Volksrepublik China | 2          | 2                      | 2             |               |               |               |               |               |               |  |  |            |            |            |            |            |            |            |
|  |              |                     |                   |              |              |              |                     | 2          | 2                      | 2             |               |               |               |               |               |               |  |  |            |            |            |            |            |            |            |
|  |              | B1                  | Thailand          | 1            | 1            | 0            |                     |            |                        |               |               |               |               |               |               |               |  |  |            |            |            |            |            |            |            |
|  | B1           | B1                  | Thailand          | 1            | 1            | 0            | Thailand            | 1          | 2                      | 2             | 2             |               |               |               |               |               |  |  |            |            |            |            |            |            |            |
|  | B1           |                     |                   |              |              |              |                     |            | 2                      | 2             | 2             |               |               |               |               |               |  |  |            |            |            |            |            |            |            |
|  | D2           | Südkorea            | 2                 | 1            | 0            | 0            |                     |            |                        |               |               |               |               |               |               |               |  |  |            |            |            |            |            |            |            |
|  |              |                     |                   |              |              |              |                     | A1         | Volksrepublik China    | 1             | 2             | 1             | 0             |               |               |               |  |  |            |            |            |            |            |            |            |
|  |              | C1                  | Indonesien        | 2            | 0            | 2            | 2                   |            |                        |               |               |               |               |               |               |               |  |  |            |            |            |            |            |            |            |
|  | A2           | Japan               | 1                 | 2            | 0            | 0            |                     |            |                        |               |               |               |               |               |               |               |  |  |            |            |            |            |            |            |            |
|  | C1           | Indonesien          | 2                 | 0            | 2            | 2            |                     |            |                        |               |               |               |               |               |               |               |  |  |            |            |            |            |            |            |            |
|  | C1           | Indonesien          | 2                 | 0            | 2            | 2            | C1                  | Indonesien | 0                      | 0             | 2             | 2             | 2             |               |               |               |  |  |            |            |            |            |            |            |            |
|  |              |                     |                   |              |              |              |                     | Indonesien | 0                      | 0             | 2             | 2             | 2             |               |               |               |  |  |            |            |            |            |            |            |            |
|  |              | D1                  | Chinesisch Taipeh | 2            | 2            | 0            | 0                   | 0          |                        |               |               |               |               |               |               |               |  |  |            |            |            |            |            |            |            |
|  | B2           | D1                  | Chinesisch Taipeh | 2            | 2            | 0            | 0                   | 0          | Vereinigtes Königreich | 1             | 0             | 0             |               |               |               |               |  |  |            |            |            |            |            |            |            |
|  | B2           |                     |                   |              |              |              |                     |            | Vereinigtes Königreich | 1             | 0             | 0             |               |               |               |               |  |  |            |            |            |            |            |            |            |
|  | D1           | Chinesisch Taipeh   | 2                 | 2            | 2            |              |                     |            |                        |               |               |               |               |               |               |               |  |  |            |            |            |            |            |            |            |